# Nepafenaco
Nepafenaco, es vendido bajo la marca Nevanac. Entre otras, es un fármaco antiinflamatorio no esteroideo que se utiliza para tratar el dolor y la inflamación asociados con la cirugía de cataratas .  Este medicamento se utiliza como colirio . 
Los efectos secundarios de este medicamento incluyen irritación de los ojos.  Otros efectos secundarios pueden incluir queratitis e hipema .  Actúa inhibiendo la COX-1 y la COX-2 y por tanto disminuyendo las prostaglandinas .  
Este medicamento fue aprobado para uso médico en los Estados Unidos en 2005 y en Europa en 2007.   En el Reino Unido, una botella le cuesta al NHS alrededor de libras esterlinas 15 a partir de 2021.  En Estados Unidos esta cantidad cuesta unos 290 dólares estadounidenses. 